# Kościół Nawiedzenia Najświętszej Maryi Panny w Żaganiu
Kościół pw. Nawiedzenia NMP w Żaganiu – zabytkowy kościół w Żaganiu.
Kościół parafialny należący do parafii Nawiedzenia Najświętszej Maryi Panny w Żaganiu, dekanatu Żagań, diecezji zielonogórsko-gorzowskiej, metropolii szczecińsko-kamieńskiej. Stoi na terenie czynnego do dziś cmentarza, który powstał w XVI wieku.
Najważniejszym wewnątrz świątyni jest ołtarz z 1600 roku. Zbudowana w stylu gotyckim, dziś, po licznych remontach reprezentuje w większości styl barokowy. Obok kościoła jest 18-metrowa dzwonnica, na której mieszczą się 4 dzwony. Przy kościele mieści się kaplica Bożego Grobu.

## Historia
Został zbudowany w 1444 roku na miejscu istniejącej tu drewnianej kapliczki wybudowanej w 1404 roku. Kapliczka ta została zbudowana na miejscu, gdzie opat Ludolf znalazł słup z wizerunkiem Matki Bożej.
Proboszczem jest ksiądz Marcin Siewruk.

## Przebudowy kościoła
Po pożarze z 1486 r. założono w kościele sklepienie siatkowe i wprowadzono częściowo przy murze przypory. Podczas wojny trzydziestoletniej świątynia została zrujnowana, odbudował ją opat Andrzej Wojciech Thiel w 1691 r., a rozbudował opat Jan Karol Leist wydłużając nawę ku zachodowi i zwieńczył budowlę sygnaturką, przebudował kaplicę św. Rocha, świątyni nadano charakter barokowy.

### Remonty po powstaniu parafii
Po powstaniu ośrodka duszpasterskiego w 1969 r. w czasie pierwszego remontu zatynkowano pięć zewnętrznych tablic nagrobnych, znajdujących się na zewnętrznym murze świątyni, naprawiono dach, nałożono tynki i odmalowano kościół.
W czasie drugiego remontu w 1988 r. rozebrano drewniany chór, zastępując go betonowym, zainstalowano nowe organy, zdemontowano ambonę znajdującą się przy kaplicy św. Rocha, stalle z prezbiterium, ołtarze przedsoborowe, pozostawiając nastawy ołtarzowe, które odnowiono, gdyż były zdekompletowane; zmieniono posadzkę na marmurową, (starymi wyłożono kaplicę św. Rocha), zamurowano wnęki w ścianach w prezbiterium, zmieniono układ ławy komunijnej, przygotowano ołtarz i ambonkę w stylu barokowym, odmalowano kościół, wstawiono nowe konfesjonały, żyrandole, renowacji poddano ławki.

## Architektura i wyposażenie
Kościół składa się z nawy, krótkiego zamkniętego trójbocznie prezbiterium, prostokątnej kaplicy od południa oraz zakrystii, która przylega od północy do prezbiterium. Starsze części zostały nakryte sklepieniami sieciowymi, nowsze zaś posiadają sklepienie kolebkowe z lunetami oraz krzyżowe. Kościół jest orientowany.
Kościół przeszedł remont wieży znajdującej się na dachu.
W kościele znajdują się 15-głosowe organy sprowadzone w 1988 roku z seminarium w Paradyżu.

### Prezbiterium
Znajduje się w nim renesansowa nastawa ołtarzowa z XVI w.; obraz główny z XVII w. przedstawia Nawiedzenie NMP, napis powyżej obrazu brzmi:
Regali ex progenie Maria orta de tribu Juda, clara de stripe David
Powyżej napisu znajduje się kopia obrazu MB Nieustającej Pomocy, pod głównym obrazem znajduje się płaskorzeźba przedstawiająca ucieczkę Świętej Rodziny do Egiptu. Współcześnie, w stylu barokowym przygotowano ołtarz posoborowy i ambonkę; nad wejściem do zakrystii wisi obraz przedstawiający św. Antoniego.

### Ołtarze boczne
Po lewej stronie ołtarz posiada obraz przedstawiający Ostatnią Wieczerzę oraz powyżej mniejszy z wizerunkiem Chrystusa niosącego krzyż; drugi ołtarz, po prawej stronie, zdobi obraz przedstawiający Zesłanie Ducha Świętego i powyżej, mniejszy, na którym są Matka Boża z Dzieciątkiem. Na obu ołtarzach znajdują się figury czterech ewangelistów; przy prawym ołtarzu, na zakończeniu łuku stropu znajduje się odsłonięty herb przedstawiający głowę byka.

### Kaplicaśw. Rocha
Nic się nie zachowało z dawnego wyposażenia kaplicy; figura świętego, dawniej przedmiot czci, znajduje się w muzeum w parafii WNMP w Żaganiu; posadzka w kaplicy jest wyłożona płytami, które znajdowały się niegdyś w nawie głównej.

### Figury
Umieszczone po bokach nawy, pierwotnie w prezbiterium, przedstawiają św. Michała Archanioła z wagą oraz Króla Dawida z harfą.

### Krypta grobowa
W północno-zachodniej części kościoła, po wojnie sprofanowana łącznie z próbą podpalenia znajdujących się tam kilkunastu trumien z XVIII w. Obecnie wejście zamurowane, znajdują się w niej fundamenty dwóch filarów podtrzymujących chór.

## Kult męki Pańskiej i Zmartwychwstania

### Kaplica Bożego Grobu
Kopia Bożego Grobu z Görlitz, będącego wierną kopią Bożego Grobu znajdującego się w Jerozolimie do czasów przebudowy w 1555 r.; wybudowana w latach 1588 – 1603.

### Kaplica Namaszczenia
Kopia kaplicy z Görlitz, powstałą w 1691 r. Zawiera barokową figurę piety.

### Kaplica Krzyża Świętego
W przedniej ścianie kaplicy znajdował się otwór o szerokości 5,44 m, przez który widać było trzy krzyże. W końcu XIX w. zamieniona na Dom Pogrzebowy, potem na budynek gospodarczy, obecnie jest tam przygotowywana zakrystia dla ministrantów.

### Nieistniejące kaplice
W roku 1696 przy drodze prowadzącej do mostu na Przedmieściu Żarskim do wzgórza, na którym wznosi się kościół, wzniesiono cztery kolejne kaplice, tworząc w ten sposób Kalwarię.

## Kult św. Rocha
W 1483 roku wystawiono w pobliżu kościoła kapliczkę ku czci św. Rocha – po zakończeniu dżumy. W 1696 r., podczas przebudowy świątyni od strony południowej dobudowano kaplicę i przeniesiono figurę świętego z kaplicy znajdującej się w pobliżu. Napis w kaplicy głosił:
S. Roche, ora pro nobis. Placasti iratum umen, dum morte Saganum Punit, et haec struitur sacra tibi statua, 1483. A.A.A.S. in hoc altari reponit Ao 1696

## Obiekty przy kościele

### Dzwonnica
Przy parafii znajduje się 18-metrowa dzwonnica na której wiszą cztery dzwony, które posiadają napęd liniowy, a dwa z nich wiszą na jarzmach prostych. Największy nosi imię Jan Paweł II, został wykonany w 1999 r. i waży około 1 tony .Miał być poświęcony w Gliwicach przez papieża, ale papież wówczas zachorował, a poświęcenia dokonał papieski wysłannik. Filie tego kościoła mieszczą się na Kolonii Laski oraz w Starym Żaganiu.

### Bramy
Brama wschodnia z barokową figurą przedstawiającą Nawiedzenie NMP. Z prawej strony bramy jest wmurowany krzyż. Współczesna legenda przypisuje mu pokutny charakter. W rzeczywistości nie jest znany ani jego wiek ani funkcja czy powód fundacji.
Brama zachodnia – od strony wejściowej w niszy bramy znajduje się barokowa figura św. Rocha, zaś od strony wyjściowej znajdują się: herb augustianów i napis wykuty w kamieniu.

### Kaplica grobowa
Grobowiec Racheli Castellane z 1895 r., która była drugą żoną księcia Ludwika, syna księżnej Doroty Talleyrand – ich grobowce oraz księżnej Wilhelminy, znajdują się w mauzoleum, w kościele św. Krzyża w Żaganiu. Nad portalem wejściowym wolnostojącej kaplicy grobowej znajdują się tarcze z herbami Ludwika i Racheli.

Herb Ludwika de Talleyrand-Périgord
Herb Racheli de Castellane

### Cmentarz
Cmentarz przy kościele należy do najstarszych tego typu obiektów na terenie miasta. Jego powstanie było spowodowane konfliktami na tle wyznaniowym po wprowadzeniu do księstwa żagańskiego reformacji w XVI w.
Pierwotnie pochówki były dokonywanie na nieistniejącym dziś cmentarzu przed Bramą Szpitalną okolice kościoła Świętego Ducha) założonym w 1515 r. Z powodu niechęci posiadania wspólnego katolicko-protestanckiego cmentarza, w 1539 r. katolików zaczęto chować przy kościele Nawiedzenia NMP, na którym patronat sprawował zakon augustianów. Po nabyciu wzgórza winnego w czasach opata Jakuba II Liebiga teren cmentarza powiększono i częściowo ogrodzono. W roku 1598 w północno-zachodniej części cmentarza rozpoczęto budowę Kaplicy Bożego Grobu.
W roku 1690, tj. za czasów opata Andrzeja Wojciecha Thiela, cmentarz otoczono murem z dwiema bramami. Z inicjatywy wspomnianego opata na terenie cmentarza wzniesiono dalsze, obok wspomnianej Kaplicy Bożego Grobu, obiekty związane z kultem Męki Pańskiej; w roku 1691 przy bramie wschodniej wystawiono Kaplicę Świętego Krzyża, a na północ od kościoła – Kaplicę Namaszczenia.
W 1847 roku teren cmentarza powiększono w kierunku południowym. W końcu XIX wieku proboszcz Ludwig Bautz polecił w kaplicy przy bramie wschodniej (dawnej Kaplicy Św. Krzyża) urządzić kostnicę. Cmentarz przy kościele zachował do czasów obecnych pierwotny układ przestrzenny. W jego założeniu czytelna jest starsza część północna, an teren której prowadzą dwie barokowe bramy oraz założona w XIX w. część południowa, opadająca tarasowo w kierunku wschodnim.

## Galeria

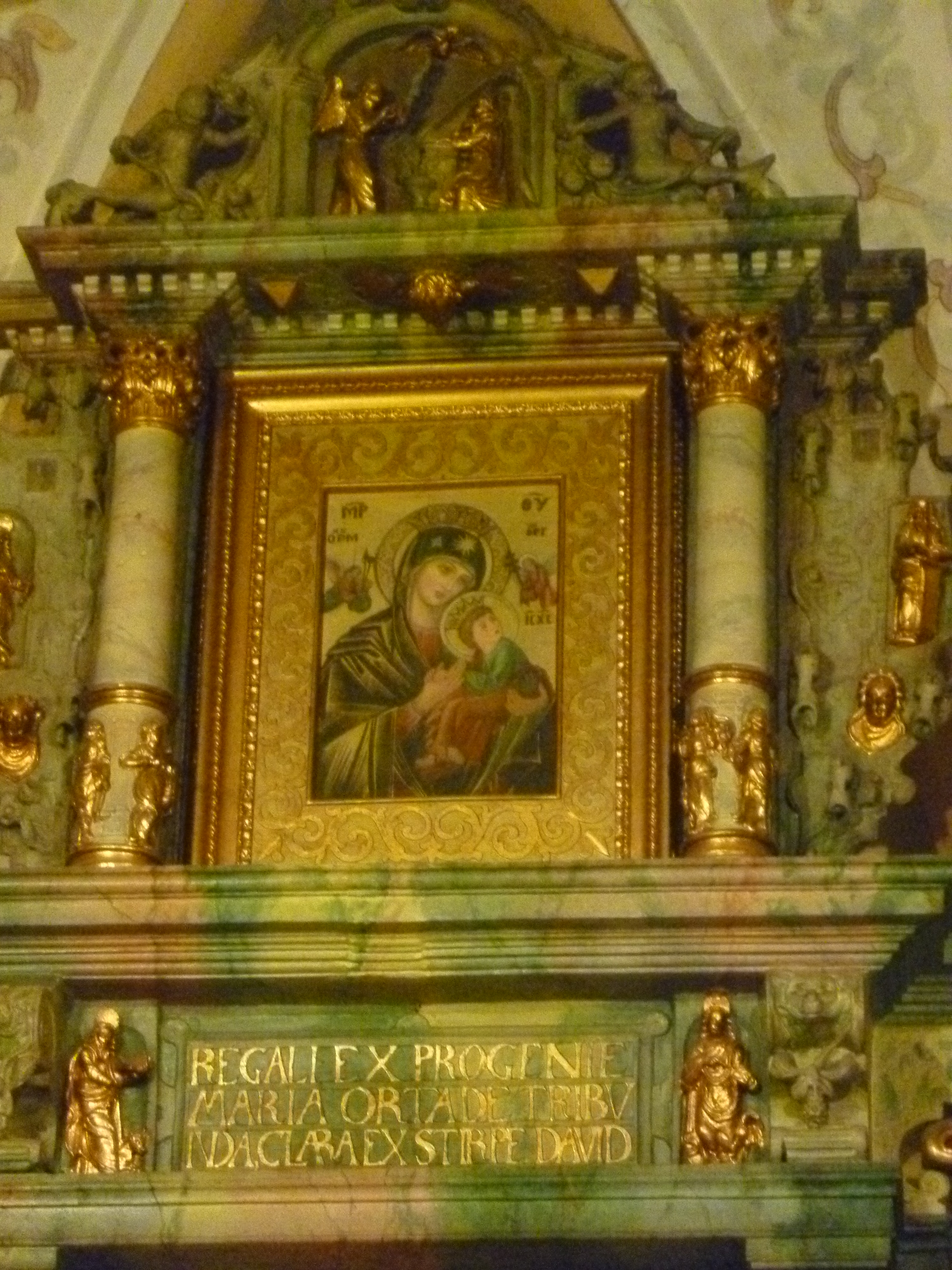
Obraz w ołtarzu głównym